# سيمين دشت
سيمين دشت (بالفارسية: سیمین‌دشت) هي قرية تقع في قسم حبلرود الريفي في إيران. يقدر عدد سكانها بـ 267 نسمة بحسب إحصاء 2016.